# 伊斯克里斯基夫希納
51°14′16″N 34°22′17″E / 51.23778°N 34.37139°E
伊斯克里斯基夫希納（羅馬化：Iskryskivshchyna）是位於烏克蘭東北部的村莊，由蘇梅州蘇梅區的比洛皮利亞市鎮負責管轄。該村分別距離布德基1.5公里和貝茲薩利夫卡2公里，海拔高度174米，2024年人口38。